# Aleksej Jelisejevič Kručonih
Aleksej Jelisejevič Kručonih (1886-1968) Ruski pesnik in teoretik futurizma; najprej bil član kubofuturistov, potem vodja skupine 41°0 v Tbilisiju. Nastopal je v futurističnih akcijah, v pesmih prelomil s sintaktično in semanitično zgradbo verza (zb. Pomada 1913) in raziskoval zvočne podobe, t. i. zaum (beseda onkraj razuma), ki ga je utemeljil v "Deklaraciji besede kot take" 1913. Sam risal in objavljal broširane zb. (do 1934); tudi avtor futuristične opere "Zmaga nad soncem" (Pobeda nad solncem) 1913.
1. 1 2  data.bnf.fr: platforma za odprte podatke — 2011.
2. 1 2  RKDartists